# Rachida Madani
Rachida Madani, née à Tanger en 1951, est une enseignante et poète marocaine, auteure de plusieurs recueils et d'un roman.

## Biographie
Rachida Madani est née et réside à Tanger, au Maroc, où elle se consacre à une carrière de poétesse. Après une formation en lettres, elle devient enseignante de français de lycée durant plusieurs années avant de partir à la retraite.   
En 1981, elle publie son premier livre Femme je suis, suivi d'une série de poèmes et de poésie tels que Blessures au vent et Contes d'une tête tranchée en 2001 au Maroc et en 2005 en France,. Rachida Madani se décrit comme « poète des mauvais jours » et souhaite que le lecteur prenne conscience de la misère du monde. Dans L'histoire peut attendre, son unique roman, elle décrit une jeunesse laissée pour compte du jeu social, qui se rêve un autre avenir en Europe.
En 2012, la villa des arts de Casablanca a accueilli un récital poétique avec Rachid Khaless et Rachida Madani.

## Publications
- Femme je suis, Paris, Barbare, 1981, 53 p. (OCLC 423463051, BNF 41663900, lire en ligne)
- L'histoire peut attendre (roman), Paris, La Différence, coll. « Littérature », 2006, 175 p. (ISBN 9782729115869 et 2729115862, OCLC 420910930, BNF 40098939, lire en ligne).
- Blessures au vent: poèmes, Paris, Différence, coll. « Clepsydre » (no 60), 2006, 141 p. (ISBN 978-2-7291-1587-6 et 2729115870, OCLC 63122425, lire en ligne).
- (fr + en) avec Marilyn Hacker, Tales of a severed head, New Haven, Yale University Press, coll. « Margellos world republic of letters book », 2012, 153 p. (ISBN 9780300176285 et 0300176287, OCLC 781594025, lire en ligne).
- Ce qui aurait pu demeurer silence (ill. Anick Butré, recueil de poèmes en vers libres), Neuilly, Al Manar-Alain Gorius, 2015, 130 p. (ISBN 979-10-90836-45-7, OCLC 920033654, BNF 44386307).